# Kirchberg an der Jagst
Kirchberg an der Jagst è un comune tedesco di 4 456 abitanti,, situato nel land del Baden-Württemberg.
Il suo territorio, come dice il nome, è bagnato dal fiume Jagst.